# Tribuna Portuguesa

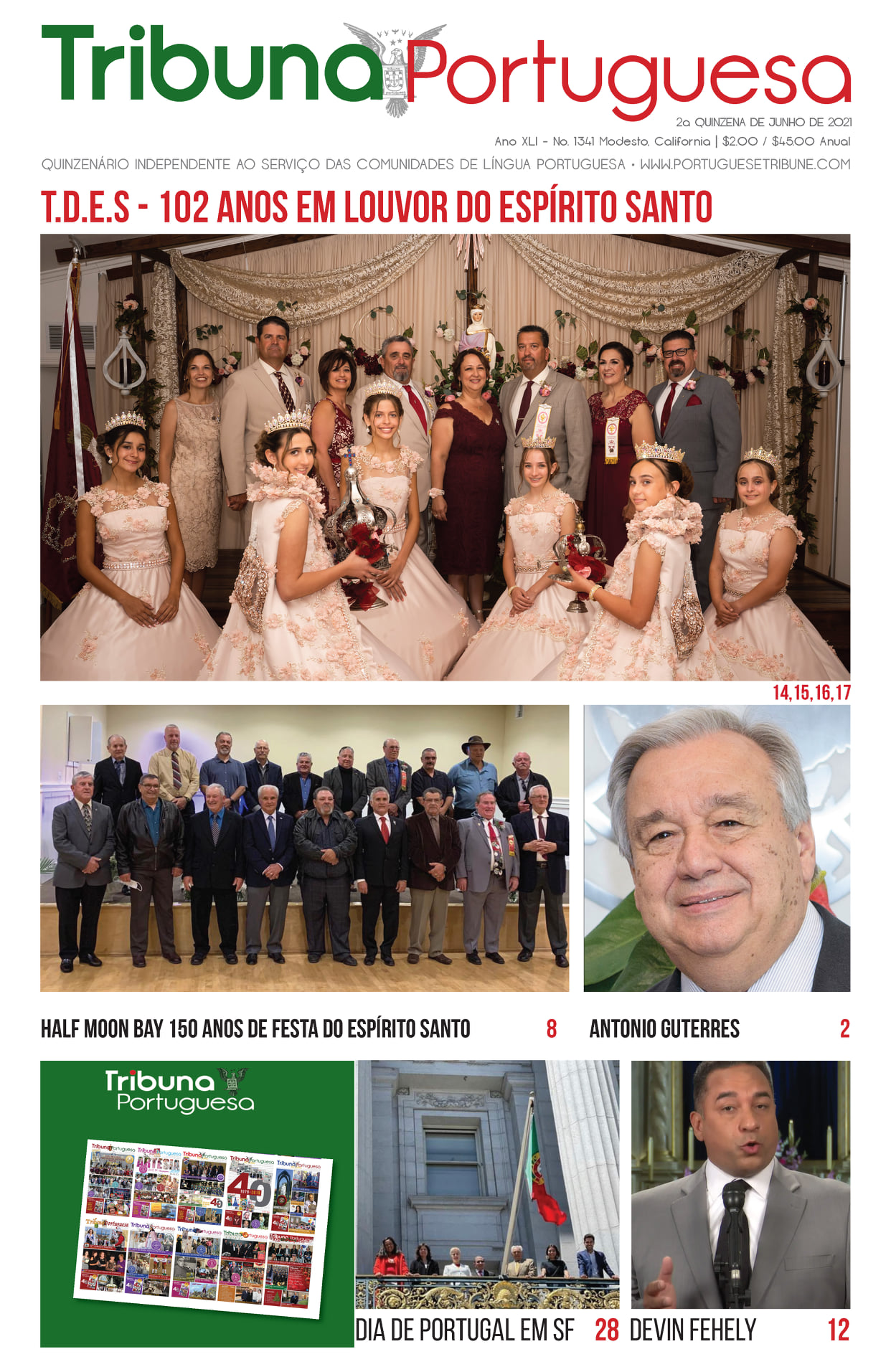
Tribuna Portuguesa capa 15 de junho de 2021

Tribuna Portuguesa também conhecido por The Portuguese Tribune é um jornal bilingue português-inglês, quinzenal, editado na cidade de Modesto na Califórnia. É actualmente o único jornal português da Costa Oeste dos Estados Unidos da América.

## História
Publicado regularmente desde Setembro de 1979, o jornal Tribuna Portuguesa nasceu, em Julho de 1979, na comunidade luso-americana de São José da Califórnia, no bairro designado Little Portugal ou Five Wounds (Cinco Chagas devido à igreja portuguesa do mesmo nome), fundado pelo açoriano João P. Brum.
Nos anos 80 passou por dificuldades financeiras e administrativas até que foi objecto de uma reorganização pelas mãos dos empresários luso-americanos Albert Soares, John (João) Rodrigues da Silveira e Arthur Thomas e sob a direcção editorial de Artur da Cunha Oliveira, escritor açoriano e futuro deputado no Parlamento Europeu. Depois da saída de Cunha Oliveira para o Parlamento Europeu em 1989, o jornal voltou a sofrer dificuldades e a ter uma publicação irregular até a locutora de rádio e escritora Filomena Rocha Mendes assumir o cargo de directora.
Passados dois anos, foi a vez de uma nova equipa assumir a administração do jornal com Jaime Lemos, Armando Antunes e Hélder Fragueiro Antunes. Foram introduzidas algumas melhorias no conteúdo e admitidos novos colaboradores entre eles José Ávila.
Em 2003, a empresa The Tagus Group, do empresário José Ávila, adquiriu os direitos da Tribuna Portuguesa e mudou a sua sede de São José para Modesto, cidade do Vale de San Joaquin onde se radicam milhares de portugueses e luso-descendentes. O jornal foi objecto de modernização com o aumento do número de colaboradores (de todas as faixas etárias e opiniões), e uma mudança radical para o aumento da cobertura dos eventos das comunidades lusas da Califórnia, e a redução da informação sobre Portugal (pois os assinantes já as recebiam através da Internet, RTP Internacional, SIC Internacional e rádios locais em língua portuguesa), uma aposta significativa na secção em língua inglesa, para chegar aos mais novos e às gerações de luso-descendentes que não dominam o português, um design fresco e moderno, a publicação do jornal na sua totalidade, gratuitamente, na Internet, para uma audiência mundial, e um aumento superior a 100% no número de assinantes.
Desde as suas origens no Centro Comercial Português (ou "Little Portugal") de São José—na Avenida Alum Rock, na esquina com a Rua 33, na reitoria da Igreja Nacional Portuguesa das Cinco Chagas e na Rua 27—até à nova sede em Modesto, a Tribuna Portuguesa tem evoluído e celebrou os seus primeiros 30 anos em Setembro de 2009. Em Outubro de 2015, Miguel Valle Ávila assumiu as funções de diretor. 
Em Setembro de 2019, o jornal celebrou o seu 40º aniversário. A Tribuna Portuguesa tem sempre promovido a língua e a cultura portuguesas nos Estados Unidos. Em Agosto de 2021, o Município de Angra do Heroísmo, nos Açores, Portugal, reconheceu o jornal com a Medalha de Mérito Municipal (Classe Cultural).

## Outros jornais portugueses na Califórnia
A Tribuna Portuguesa foi o vigésimo oitavo jornal português a ser fundado na Califórnia desde A Voz Portuguesa, em 1884, em São Francisco, e o primeiro após a vaga de emigração açoriana do Vulcão dos Capelinhos. Desde a sua fundação, em 1979, já vários foram outros jornais que marcaram presença mas apenas a Tribuna sobreviveu: Notícia (1985-1986), Portugal-USA (1986-1987), Luso-Americano Califórnia (1992-1995), Portuguese-American Chronicle (1997-2006) e Lusitania News (2006). Até o velhinho Jornal Português (Portuguese Journal) da cidade de San Pablo, uma fusão de três jornais -- O Imparcial (1903-1932), Jornal de Notícias (1917-1932, mas anteriormente O Arauto desde 1896) e Colónia Portugueza (1924-1932) -- deixou de existir em 1997 após uma centena de anos de publicação.

## Causas
Na década de 1980 a Tribuna Portuguesa apoiou a causa da reintegração do antigo cônsul de Portugal em Bordéus, Aristides de Sousa Mendes, pelo Estado Português.
Também foi apoiante do movimento em prol do povo de Timor-Leste na década de 1990 com eventos de sensibilidade junto das comunidades de língua portuguesa da Califórnia, de instituições de ensino superior e junto das entidades políticas de Sacramento (governo estadual), Washington, D.C. (governo federal) e Nova Iorque (ONU).
Desde a sua fundação que a Tribuna Portuguesa tem apoiado os programas de língua portuguesa nas diversas universidades da Califórnia, incluindo a University of California, Berkeley e a San José State University.